# Cynomacrurus piriei
Cynomacrurus piriei es una especie de pez de la familia Macrouridae en el orden de los Gadiformes.

## Morfología
• Los machos pueden llegar alcanzar los 50 cm de longitud total.

## Alimentación
Come peces, copépodos y otros pequeños invertebrados.

## Hábitat
Es un pez de aguas profundas que vive entre 500-3800 m de profundidad, aunque, normalmente, lo hace entre 1000-2000.

## Distribución geográfica
Se encuentra en el Océano Antártico.